# Die Nachrichter
Die Nachrichter, bisweilen auch bekannt als Die vier Nachrichter, war ein Münchener Kabarettensemble der frühen 1930er Jahre bestehend aus Helmut Käutner, Bobby Todd und Kurd E. Heyne. Anfänglich gehörte auch Werner Kleine zu der Gruppe. Ihm folgte als Komponist Norbert Schultze unter dem Pseudonym „Frank Norbert“. Dieser Deckname wurde für alle folgenden Komponisten beibehalten.
1935 wurden „Die Nachrichter“, die zunächst als Studentenkabarett bekannt geworden waren, durch Joseph Goebbels verboten.

## Herkunft des Namens
Bei „Nachrichter“ handelt es sich um eine alte Bezeichnung für den Henker (der nach dem eigentlichen Richter, der das Todesurteil spricht, dieses vollstreckt). Die Kabarettisten sahen in der Preisgabe der Lächerlichkeit eine Art der Vollstreckung. Man spielte mit dem Namen vor allem aber auch auf die sich damals in ihrem Umkreis befindliche bereits hocherfolgreiche Kabarettgruppe Die Elf Scharfrichter an.

## Werdegang
Schon ab 1928 brachte die Besetzung der Nachrichter zum Beispiel mit Yes Goddam, Allright gemeinsame Revue- und Kabarettversuche auf die Bühne des Alten Simpls, allerdings zunächst nicht im regulären Programm. Mit dem traditionell von Studenten verfassten und aufgeführten Faschingsstück der Universität München wurde die Formation erstmals 1930 betraut. Die Sonderbar und Die Erbrecher gehörten in dieser Zeit zu den frühen Aufführungen als Studentenkabarett. Der allgemeine Durchbruch der Nachrichter geschah dann 1932 mit Hier irrt Goethe!. Einladungen in renommierte Theater, Gastspiele außerhalb Münchens, begeisterte Rezensionen – unter anderem auch durch den einflussreichen Berliner Theaterkritiker Alfred Kerr – sowie ein gemeinsamer Cameo-Auftritt als singende Matrosen bei dem Tonfilm Kreuzer Emden (dies war übrigens für den späteren Filmregisseur Käutner der erste Kontakt zum Film) waren die Folgen des durchschlagenden Erfolgs der Operettenparodie. Nachdem die Plattenfirma Telefunken den Kabarettisten einen Exklusivvertrag angeboten hatte, folgten auch eine Reihe von meist musikalischen Plattenaufnahmen. Nach einem weiteren deutschlandweiten Erfolg mit dem Nummernkabarett Der Esel ist los – Plakate für die Aufführungen wurden teilweise unter Plakate mit dem Porträt Adolf Hitlers angebracht – konnten sich die Nachrichter 1933 als Tourneetheater selbstständig machen. Ein weiteres Stück, die Krimiparodie Die Nervensäge, folgte 1934. Auch Rundfunkarbeiten gab es noch bis zum 1. Oktober 1935, als die Gruppe schließlich von den Nationalsozialisten als „zersetzend und destruktiv“ eingestuft aufgelöst wurde. Zuvor war Todd als „Nicht-Arier“ auf Betreiben der Nazis bereits pro forma aus der Gruppe ausgeschieden, während sich die verbliebenen offiziellen Mitglieder der NS-Bühnengenossenschaft angeschlossen hatten.

## Nachruhm
1938/39 gelangte ein nach dem Verbot zunächst unaufgeführt gebliebenes Nachrichter-Programm, Der Apfel ist ab, gekürzt zur Aufführung durch das Kabarett der Komiker. Selbst Goebbels soll von dieser Aufführung „begeistert“ gewesen sein. 1948 wurde die Komödie von Käutner selbst verfilmt. Ein von Kurt E. Heyne geschriebenes neues Programm, „So leben wir“, lief 1937 am Leipziger Schauspielhaus als „Nachrichter-Revue“, allerdings ohne Nennung seines Namens. 1965 erschien bei Telefunken mit Gib her den Speer, Penelope eine Langspielplatte, auf der Kurd E. Heyne die Geschichte der Nachrichter erzählt. Verwendet wurden hierfür Nachrichter-Originalaufnahmen der 1930er Jahre, die mit einer Rundfunksendung mit Heyne von 1955 montiert wurden. Zuletzt wurde eine CD mit Aufnahmen der Jahre 1932 bis 1935 (2000, Bear Family) veröffentlicht.

## Programme (Auswahl)

### Großform
- Hier irrt Goethe, 1932
- Der Esel ist los, 1933
- Die Nervensäge, 1934
- Der Apfel ist ab, 1935 (nicht mehr selbst aufgeführt)

### Musikparodien
- Ein deutscher Männerchor (frühe Aufnahme einer Einzelnummer, 1931)
- Aus Schlagermachers Werkstatt (Aufnahmen 1932)
- Aus dem Kitschmuseum für Stimmungsmusik (Aufnahmen 1933)